# Соле, Педро
Педро Соле Хуной (исп. Pedro Solé Junoy, 7 мая 1905, Барселона — 25 февраля 1982, Барселона) — испанский футболист и футбольный тренер, игрок сборной Испании.

## Карьера
Во время своей клубной карьеры, продолжавшейся с 1922 по 1942 год, Педро выступал за четыре клуба испанской лиги: ФК «Сант Андреу» с 1922 по 1926 год, ФК «Эспаньол» с 1926 по 1937 год (клуб, который он возглавлял с 1943 по 1944 год), «Реал Мурсия» с 1940 по 1941 год и «Алькояно» в 1942 году.
В составе сборной Испании принимал участие в чемпионате мира 1934 года, в Италии. Педро также играл за сборную Каталонии, с 1926 по 1936 год.

## Достижения
- Чемпион Каталонии: 1928/29, 1932/33, 1936/37
- Обладатель Кубка Испании: 1928/29